# فريدريك روبنسون
فريدريك روبنسون (بالإنجليزية: Frederick Robinson)‏ هو محامي وسياسي أمريكي، ولد في 7 أغسطس 1799، وتوفي في 22 يناير 1882 في ماربلهيد في الولايات المتحدة. حزبياً، نشط في الحزب الديمقراطي. وقد انتخب عضو مجلس نواب ماساتشوستس.